# Jörg Hartmann (Schauspieler)

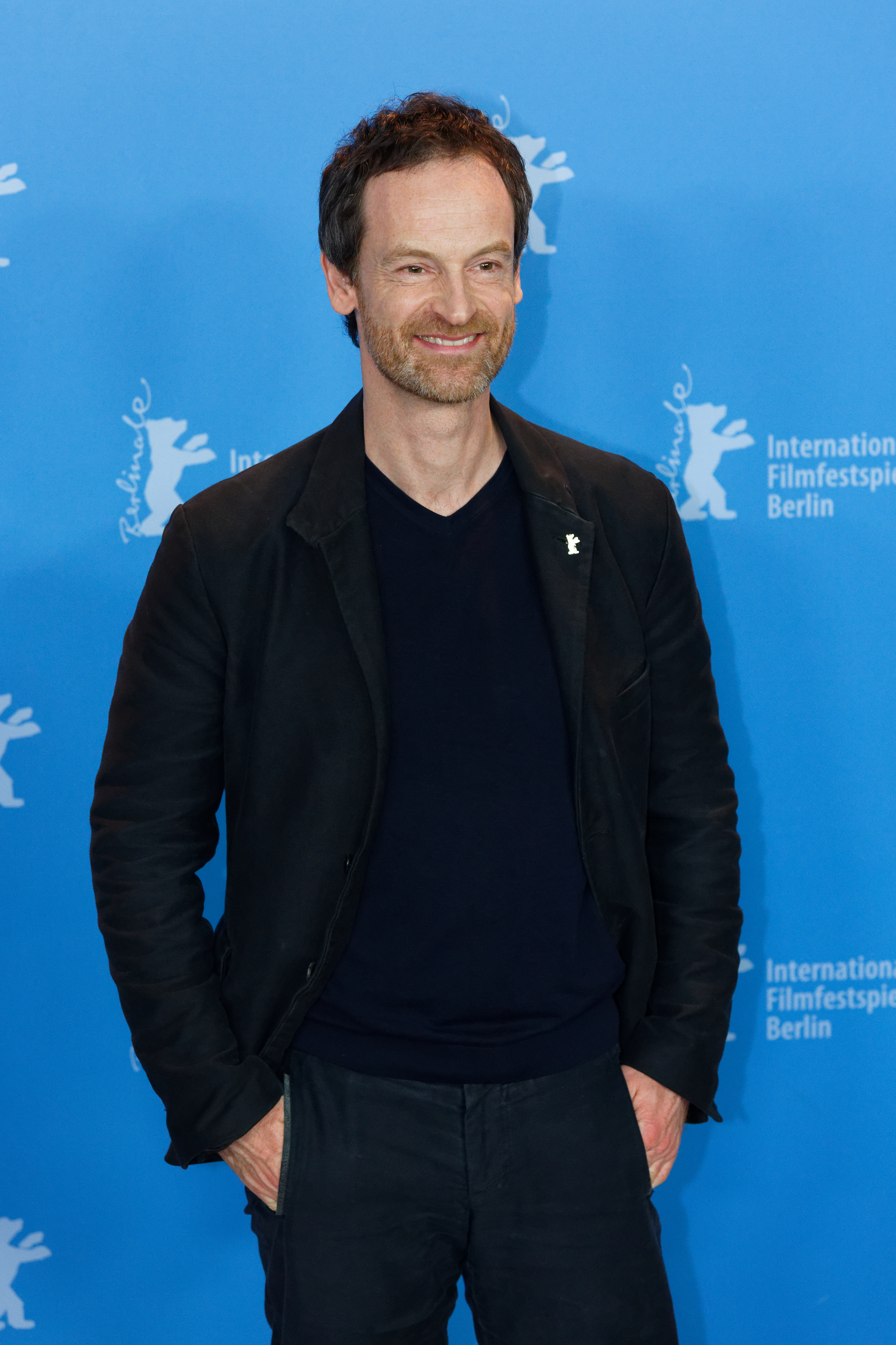
Jörg Hartmann bei den Internationalen Filmfestspielen Berlin 2017

Jörg Hubert Hartmann (* 8. Juni 1969 in Hagen) ist ein deutscher Schauspieler, Hörspielsprecher und Drehbuchautor. Bekannt wurde er unter anderem durch seine Rollen als Stasi-Offizier Falk Kupfer in der ARD-Fernsehserie Weissensee (2010–2018) und als Dortmunder Tatort-Kommissar Peter Faber, den er seit 2012 verkörpert. Neben zahlreichen Theaterinszenierungen stand er seit 1999 bislang in über 40 Film- und Fernsehproduktionen vor der Kamera.

## Leben

### Familie und Privates
Jörg Hartmann wurde als Sohn des Handballers und Drehers Hubert Hartmann (1936–2018) und seiner Frau Margret, einer Verkäuferin, in Hagen geboren und wuchs in Herdecke im Ruhrgebiet auf, wo seine Eltern zeitweise eine Pommesbude betrieben.
Im Jahr 1993 heiratete Hartmann die aus Leipzig stammende Schauspielerin Simone Kabst, von der er sich 2013 trennte, um mit der Schweizer Schauspielerin Silvia Medina zusammenzuleben. Mit Kabst hat er eine Tochter, mit Medina eine Tochter und einen Sohn. Hartmann lebt in Potsdam.

### Ausbildung und Theater
Erste Theatererfahrungen sammelte Hartmann als Jugendlicher in einer Theater-AG seiner Schule und am Stiftsplatztheater in Herdecke. Von 1990 bis 1994 studierte er an der Hochschule für Musik und Darstellende Kunst Stuttgart. Nach Abschluss seiner Schauspielausbildung spielte er bis 1996 am Meininger Staatstheater. Anschließend holte ihn der Schauspieldirektor Bruno Klimek ans Nationaltheater Mannheim, wo er bis 1999 blieb.
Von 1999 bis 2009 war Hartmann festes Ensemblemitglied der Berliner Schaubühne. 2003 spielte er den Torwald Helmer in der Fernsehadaption von Thomas Ostermeiers Nora oder Ein Puppenheim und war in der Spielzeit 2005/06 in Ostermeiers Hedda-Gabler-Inszenierung mit Lars Eidinger und Katharina Schüttler in den Hauptrollen, die ebenfalls für das Fernsehen aufgezeichnet wurde, als Richter Brack beim Berliner Theatertreffen zu sehen.

### Film und Fernsehen

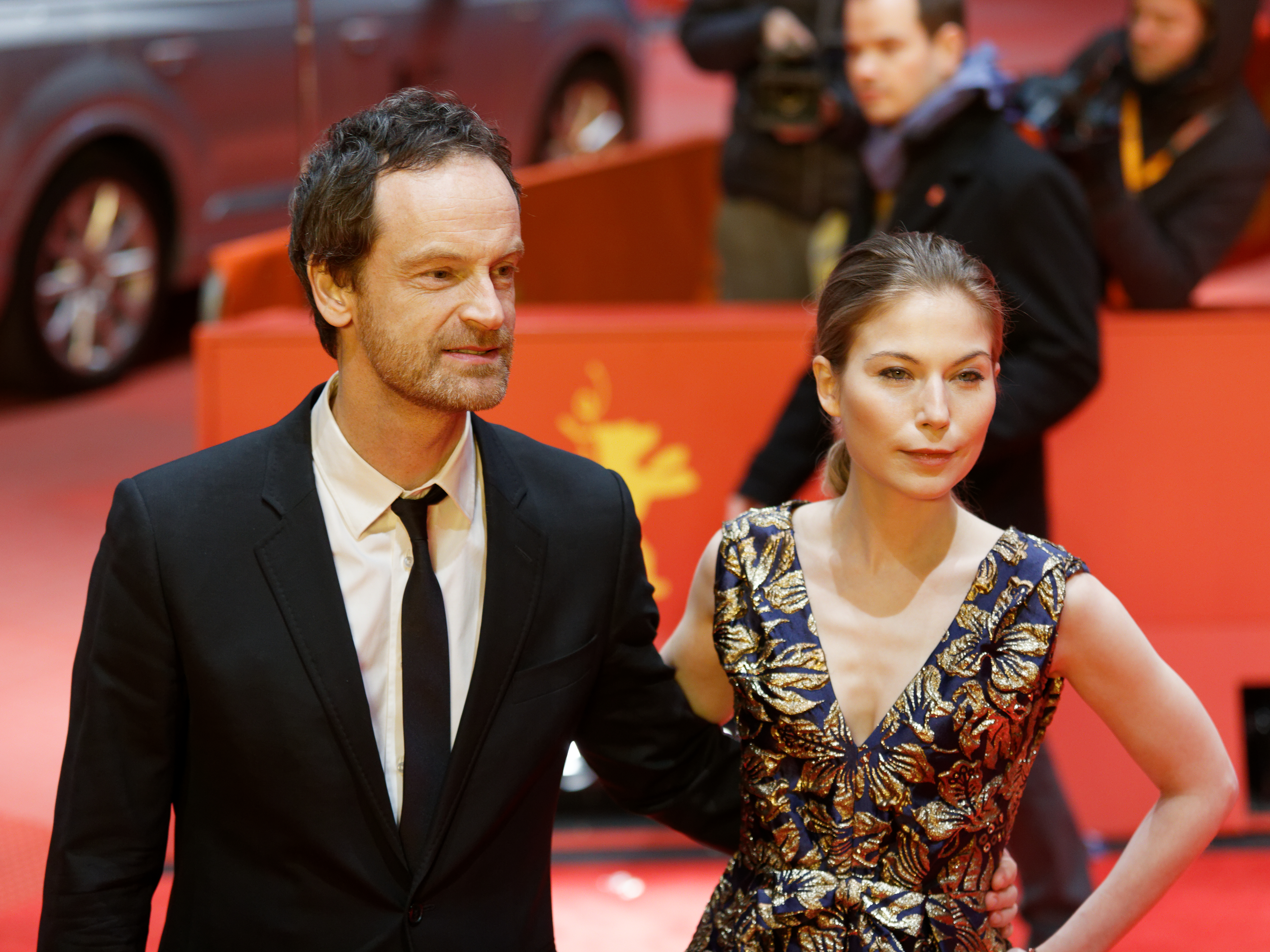
Jörg Hartmann mit Nora Waldstätten, 2017

1999 gab Hartmann als Staatsanwalt sein Debüt in der ZDF-Krimiserie Ein Fall für zwei. Seit 2007 steht er regelmäßig in Film- und Fernsehproduktionen vor der Kamera, u. a. spielte er 2009 unter der Regie von Friedemann Fromm in dem mehrfach preisgekrönten historischen ZDF-Dreiteiler Die Wölfe mit. Von 2010 bis 2018 verkörperte er unter demselben Regisseur in der ARD-Fernsehserie Weissensee  den MfS-Offizier Falk Kupfer. Diese Rolle brachte ihm den Deutschen Fernsehpreis 2011 in der Kategorie Bester Schauspieler ein.
Auf der Kinoleinwand spielte er 2013 in einer Nebenrolle den Dr. Groenwoldt in Kilian Riedhofs Filmdrama Sein letztes Rennen. In der österreichisch-deutschen Koproduktion Wilde Maus übernahm er 2017 die Rolle des Chefredakteurs Waller der Wiener Zeitung. 2019 spielte er unter der Regie von Gregor Schnitzler den Architekten und Weimarer Bauhaus-Gründer Walter Gropius im ARD-Historienfilm Lotte am Bauhaus. 2022 besetzte ihn Michael Herbig in seiner Mediensatire Tausend Zeilen in einer tragenden Rolle als Christian Eichner.
Nachdem Hartmann bereits ab 2009 in mehreren Folgen der ARD-Kriminalfilmreihe Tatort, wie 2011 in der Leipziger Episode Nasse Sachen als Stasi-Opfer Thomas Kramm, gastierte, ist er seit 2012 als Kriminalhauptkommissar und Chefermittler Peter Faber des Dortmunder Tatorts tätig. Seine schauspielerische Leistung in der 5. Folge Hydra wurde 2015 mit dem Deutschen Fernsehkrimipreis ausgezeichnet. Für die 23. Folge Du bleibst hier, die bei den Filmnächten Dortmund am 27. August 2022 uraufgeführt und am 15. Januar 2023 Fernsehpremiere hatte, fungierte Hartmann, gemeinsam mit dem langjährigen Autoren Jürgen Werner, erstmals als Drehbuchautor.
Regelmäßig übernimmt er Gastrollen in zahlreichen Fernsehserien- und reihen, wie in Bella Block, Das Duo, Ein starkes Team, München Mord oder Homeland.

## Filmografie (Auswahl)

### Kino
- 1999: Long Division (Kurzfilm)
- 2000: Radiotel Monaco Tijuana (Kurzfilm)
- 2001: Alles Zombies (Kurzfilm)
- 2005: Kalte Haut (Kurzfilm)
- 2005: Gefühlte Temperatur (Kurzfilm)
- 2008: Mikado
- 2013: Der blinde Fleck
- 2013: Sein letztes Rennen
- 2014: Das Ende der Geduld
- 2015: Boy 7
- 2017: Wilde Maus
- 2018: So viel Zeit
- 2022: Tausend Zeilen
- 2023: Sonne und Beton
- 2024: Hagen – Im Tal der Nibelungen

### Fernsehen

#### Fernsehfilme
- 2003: Nora oder Ein Puppenheim
- 2006: Hedda Gabler
- 2008: Willkommen zu Hause
- 2009: Die Wölfe (Dreiteiler)
- 2009: Allein unter Schülern
- 2009: Über den Tod hinaus
- 2010: Ungesühnt
- 2011: Kehrtwende
- 2012: Das Ende einer Nacht
- 2012: Mutter muss weg
- 2012: Herzversagen
- 2013: Das Mädchen mit den Schwefelhölzern
- 2016: Die vermisste Frau
- 2019: Lotte am Bauhaus
- 2019: Der König von Köln

#### Fernsehserien und -reihen
- 1999: Ein Fall für zwei (Folge 19x06 Der zweite Tod)
- 2006: Balko (Folge 8x07 Der Racheengel)
- 2007: Der Kriminalist (Folge 2x04 Ein ideales Opfer)
- 2007: KDD - Kriminaldauerdienst (1 Folge)
- 2008: Angie (Folge 2x07 Schmeckt nicht, gibt's doch!)
- 2008: Unschuldig (Folge 1x03 Isabella)
- 2009: Bella Block: Das Schweigen der Kommissarin (Zweiteiler)
- 2009: Tatort: … es wird Trauer sein und Schmerz
- 2010: Bella Block: Das schwarze Zimmer
- 2010–2018: Weissensee (24 Folgen)
- 2010: Tatort: Spargelzeit
- 2010: SOKO Wismar (Folge 7x05 Die letzte Chance)
- 2011: Das Duo: Tödliche Nähe
- 2011: Tatort: Nasse Sachen
- 2011: Tatort: Ein ganz normaler Fall
- 2011: Bella Block: Stich ins Herz
- seit 2012: Tatort → siehe Tatort (Dortmund)
- 2013: Ein starkes Team: Die Frau im roten Kleid
- 2013: Letzte Spur Berlin (Folge 2x09 Schutzlos)
- 2014: München Mord: Die Hölle bin ich
- 2014: Polizeiruf 110: Liebeswahn
- 2015: Schuld (Folge Die Illuminaten)
- 2015: Homeland (Finalfolge A False Glimmer)
- 2016: Im Knast (Fernsehserie; Folge 6x04 Mit links)
- 2019: Zielfahnder – Blutiger Tango

### Weitere Produktionen
- 2018: Die Steinkohle (Dokumentation in zwei Teilen): Sprecher des Kommentars
- 2022: Tatort: Du bleibst hier (als Drehbuchautor)

## Bücher
- 2024: Der Lärm des Lebens. Rowohlt Berlin, Berlin 2024, ISBN 978-3-7371-0198-1.

## Hörspiele
- 2012: Thomas Fritz: Elf Wochen und ein Tag – Regie: Beatrix Ackers (Hörspiel – DKultur)
- 2012: Ute Bongartz: Die Leere füllen (Werner Runaus Spielräume) – Regie: Ingo Kottkamp/Ute Bongartz (Hörspiel – DKultur/WDR)
- 2013: Carin Bartosch Edström: Der Klang des Todes – Regie: Sven Stricker (Kriminalhörspiel – DKultur)
- 2013: E. M. Cioran: Vom Nachteil, geboren zu sein – Regie: Kai Grehn (Hörspiel – SWR)
- 2016: Sabine Stein: Solo für Broschek – Regie: Andrea Getto (Hörspiel Radio Tatort – NDR)

## Auszeichnungen
- 2003: Mogul Award
- 2011: Deutscher Fernsehpreis (Bester Schauspieler für Weissensee)
- 2014: Deutscher Regiepreis Metropolis (Bester Schauspieler für Weissensee)
- 2015: Deutscher Fernsehkrimipreis für seine herausragende Einzelleistung in Tatort: Hydra
- 2016: Goldene Kamera (Bester deutscher Schauspieler)
- 2016: Grimme-Preis für Weissensee